# Feketeképű pókmajom
A fekete pókmajom (Ateles chamek) az emlősök (Mammalia) osztályának a főemlősök (Primates) rendjéhez, ezen belül a pókmajomfélék (Atelidae) családjához tartozó faj.

## Elterjedése
Csak Dél-Amerikában fordul elő, ezen belül Nyugat-Brazíliában, Kelet-Peruban és Észak-Bolíviában. Az alföldi erdőkben él.

## Megjelenése
A faj azért kapta ezt a nevet, mert az arca is fekete. A farka hosszabb, mint az állat teste. Végtagjai hosszú, vékonyak.

## Életmódja
Úgy, mint a többi pókmajom fajnál a feketeképű pókmajomnál is a farka  ötödik végtagként szolgál. Csoportokban élnek. A csoport 30 állatból áll. Gyümölcsöket, leveleket és egyéb növényi részeket fogyaszt.

## Természetvédelmi állapota
A legnagyobb veszélyt a húsukért való vadászata jelenti. Hozzáadva az illegális fakitermelés. Ezért az IUCN vörös listáján a veszélyeztetett kategóriában tartozik.

## Fordítás
- Ez a szócikk részben vagy egészben  a   Peruvian Spider Monkey című német Wikipédia-szócikk fordításán alapul.  Az eredeti cikk szerkesztőit annak laptörténete sorolja fel. Ez a jelzés csupán a megfogalmazás eredetét és a szerzői jogokat jelzi, nem szolgál a cikkben szereplő információk forrásmegjelöléseként.